# Кенневикский человек

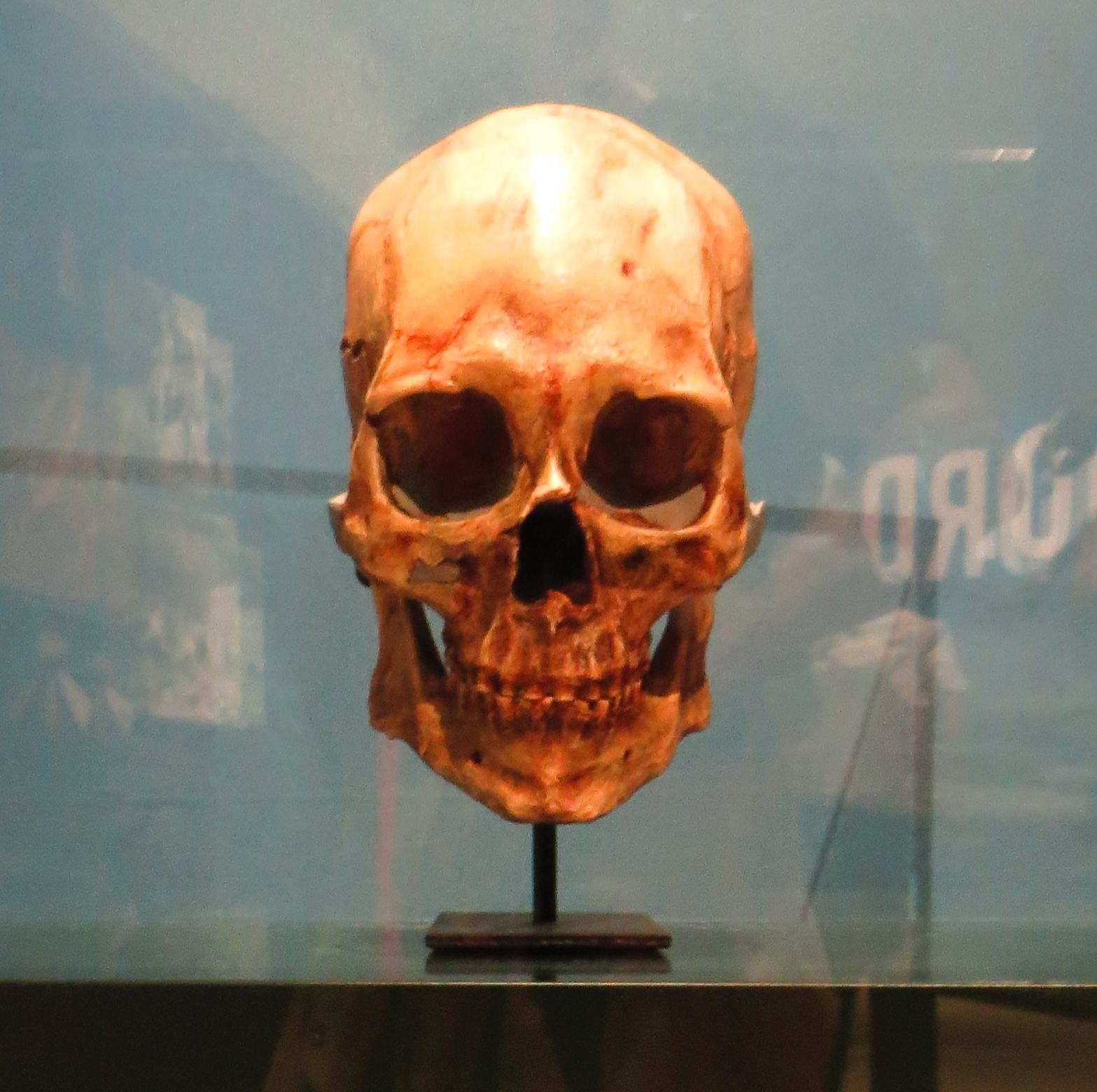
Череп кенневикского человека

Кенневикский человек (англ. Kennewick Man) — скелет доисторического человека, случайно обнаруженный двумя подростками, наблюдавшими за соревнованиями гидропланов на берегу реки Колумбия близ города Кенневик в американском штате Вашингтон 28 июля 1996 года.

## Первичная идентификация
Осмотр останков археологами убедил их в том, что они принадлежат человеку ростом 176 см, которому было около 55 лет. В тазовой кости кенневикского человека обнаружен наконечник из серого обсидиана.
В силу отличий от современных американоидов поначалу предполагалось, что он жил в XIX веке, когда в округе стали селиться выходцы из Старого света. Радиоуглеродный анализ останков установил, что кенневикский человек умер приблизительно 9300 лет тому назад. По внешним характеристикам он ближе всего напоминал айнов и, возможно, носил бороду. (Чарльз Манн отмечал, что "существовало предположение, что Кенневик был родом из Европы, во многом основанное на ранней реконструкции его лица, которая делала его немного похожим на актера Патрика Стюарта. Более поздние реконструкции, основанные на более точных данных, устранили это сходство".)
Открытие кенневикского человека было интерпретировано как указание на наличие иной расы, чем американоиды, в Америке уже в глубокой древности и на то, что выходцы из Азии, проникавшие на континент по Берингову перешейку, вовсе не были так этнически однородны, как это предполагалось ранее.

## Судебный спор
Шумиха, поднятая средствами массовой информации вокруг обнаружения кенневикского человека, привлекла внимание представителей пяти индейских племён, которые потребовали изъятия останков из музея Бёрка в Сиэтле и их погребения по обычаю предков на основании Закона о защите и репатриации могил коренных американцев.
К 2004 году судебные баталии между индейцами и антропологами завершились победой последних, так как учёным удалось поставить под сомнение родство современных индейцев с кенневикским человеком.

## Генетические исследования
В июне 2015 г. результаты секвенирования генома кенневикского человека показали его родство по крайней мере с одним из пяти индейских племён, претендующих на родство с ним. Команда палеогенетиков в сотрудничестве с конфедеративными племенами резервации Колвилл в штате Вашингтон, которые предоставили образцы ДНК, обнаружила, что из всех доступных современных геномов (включая последовательности европейцев, полинезийцев, выходцев из Восточной Азии и Южной Америки) ДНК представителей племени колвилл наиболее похожа на ДНК кенневикского человека. Последовательности ДНК настолько похожи, что предки кенневикского человека и племени колвилл, возможно, разошлись от общего предка около 9200 лет назад, всего за 700 лет до рождения кенневикского человека. У кенневикского человека выявлена Y-хромосомная группа Q1b1a1a-M3 (ISOGG 2018) и митохондриальная гаплогруппа X2a. 
После публикации результатов исследования председатель делового совета Союзных племён резервации Колвилл в Вашингтоне заявил, что теперь коренные американцы вновь готовы заявить свои права на перезахоронение останков. Команда генетика Эске Виллерслева  пришла к выводу, что по ДНК останки более тесно связаны с коренными группами в Северной и Южной Америке, чем с любым другим современным населением Земли, но Виллерслев отказался от комментариев по поводу репатриации останков, поскольку данные его команды на тот момент ещё не были опубликованы в научном журнале.